# Rheinböllen

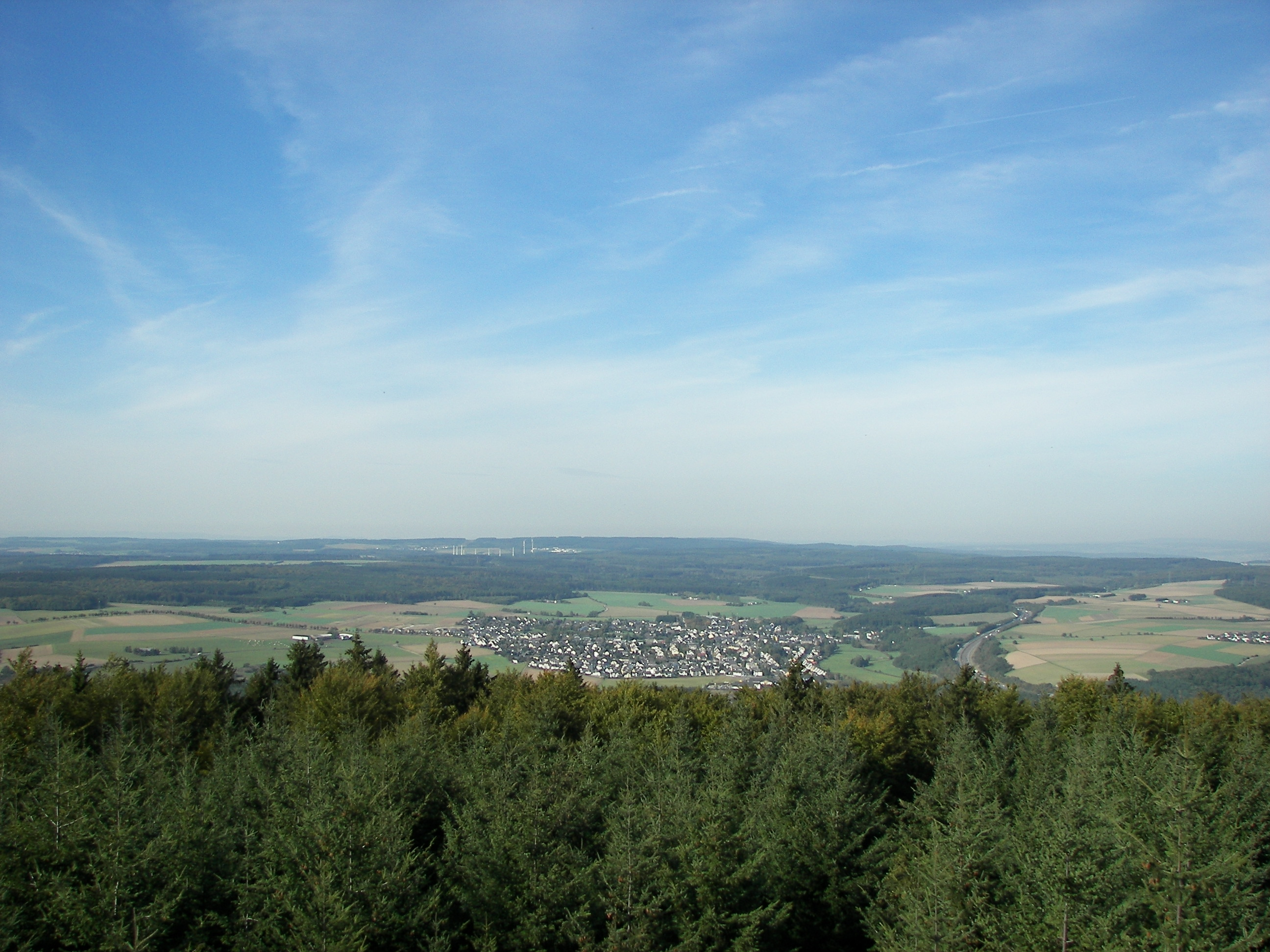
Rheinböllen

Rheinböllen ist eine Stadt im Rhein-Hunsrück-Kreis in Rheinland-Pfalz. Sie ist einer der beiden Verwaltungssitze der Verbandsgemeinde Simmern-Rheinböllen, der sie auch angehört. Rheinböllen ist gemäß Landesplanung als Grundzentrum ausgewiesen.

## Geographie
Rheinböllen liegt etwa zehn Kilometer (Luftlinie) südwestlich des Mittelrheins im südöstlichen Hunsrück. Es befindet sich am Übergang des Binger Walds (östlich des Orts) zum Soonwald (südlich), der seit 2005 zum Naturpark Soonwald-Nahe gehört. Die Kreisstadt Simmern/Hunsrück liegt ca. zehn Kilometer (Luftlinie) südwestlich von Rheinböllen.

### Stadtgliederung
Die Stadt Rheinböllen besteht aus den Ortsbezirken Rheinböllen und Kleinweidelbach sowie aus den Stadtteilen und Wohnplätzen Bahnhof Rheinböllen, Birkenhof, Forsthaus Hochsteinchen, Hochwildschutzpark, Haus Hollers-Mühle, Haus Janismühle (ehemals Gemeinde Dichtelbach), Lepperhof, Maaßhof, Mühlenhof, Petershof, Rheinböllerhütte, Soonwaldhof, Uhlenberger Hof und Waldsiedlung Römerstraße.

### Klima
Der Jahresniederschlag beträgt 695 mm.

## Geschichte
Rheinböllen wurde urkundlich erstmals im Jahr 1309 erwähnt. Mit der Besetzung des linken Rheinufers 1794 durch französische Revolutionstruppen wurde der Ort französisch, 1815 wurde er auf dem Wiener Kongress dem Königreich Preußen zugeordnet.
Nach dem Ersten Weltkrieg zeitweise wieder französisch besetzt, ist der Ort seit 1946 Teil des damals neu gebildeten Landes Rheinland-Pfalz. Ein Gebietsteil der Gemeinde Daxweiler mit 70 Einwohnern wurde am 1. Januar 1969 nach Rheinböllen umgemeindet und am 17. März 1974 wurde die bis dahin selbständige Gemeinde Kleinweidelbach mit 113 Einwohnern eingemeindet.
Ein in der Nähe von Rheinböllen verübter Raubüberfall, bei dem vier Menschen getötet wurden, sorgte im März 1978 für bundesweites Aufsehen.
Am 5. September 2009 wurde Rheinböllen von der rheinland-pfälzischen Landesregierung zur Stadt erhoben.

### Städtepartnerschaften
Zwischen der Stadt Rheinböllen und der Ortsgemeinde Tiefenort in Thüringen besteht seit 3. Oktober 1990 eine Partnerschaft.
Seit dem 20. März 2016 besteht eine Städtepartnerschaft mit Maratá im brasilianischen Bundesstaat Rio Grande do Sul.

### Einwohnerentwicklung
Durch die Eingemeindungen in den 1960er- und 1970er-Jahren wuchs die Bevölkerungszahl von Rheinböllen stark. Hatte die Stadt wenige Jahre nach Ende des Zweiten Weltkriegs rund 1.600 Einwohner, stieg diese Zahl auf über 3.000 Ende der 1980er-Jahre.
Die Entwicklung der Einwohnerzahl von Rheinböllen bezogen auf das heutige Stadtgebiet, die Werte von 1871 bis 1987 beruhen auf Volkszählungen:
| Rheinböllen: Einwohnerzahlen von 1815 bis 2024 | Rheinböllen: Einwohnerzahlen von 1815 bis 2024 | Rheinböllen: Einwohnerzahlen von 1815 bis 2024 | Rheinböllen: Einwohnerzahlen von 1815 bis 2024 | Rheinböllen: Einwohnerzahlen von 1815 bis 2024 |
| ---------------------------------------------- | ---------------------------------------------- | ---------------------------------------------- | ---------------------------------------------- | ---------------------------------------------- |
| Jahr                                           |                                                |                                                |                                                | Einwohner                                      |
| 1815                                           | 1815                                           |                                                | 987                                            | 987                                            |
| 1835                                           | 1835                                           |                                                | 1.306                                          | 1.306                                          |
| 1871                                           | 1871                                           |                                                | 1.255                                          | 1.255                                          |
| 1905                                           | 1905                                           |                                                | 1.343                                          | 1.343                                          |
| 1939                                           | 1939                                           |                                                | 1.288                                          | 1.288                                          |
| 1950                                           | 1950                                           |                                                | 1.570                                          | 1.570                                          |
| 1961                                           | 1961                                           |                                                | 1.869                                          | 1.869                                          |
| 1970                                           | 1970                                           |                                                | 2.652                                          | 2.652                                          |
| 1987                                           | 1987                                           |                                                | 3.075                                          | 3.075                                          |
| 1997                                           | 1997                                           |                                                | 3.929                                          | 3.929                                          |
| 2005                                           | 2005                                           |                                                | 4.042                                          | 4.042                                          |
| 2011                                           | 2011                                           |                                                | 3.969                                          | 3.969                                          |
| 2017                                           | 2017                                           |                                                | 4.107                                          | 4.107                                          |
| 2024                                           | 2024                                           |                                                | 4.296                                          | 4.296                                          |
|                                                |                                                |                                                |                                                |                                                |

### Konfessionsstatistik
Laut der Volkszählung 2011 waren im Jahr 2011 37,8 % der Einwohner römisch-katholisch, 36,5 % evangelisch und 25,7 % waren konfessionslos, gehörten einer anderen Glaubensgemeinschaft an oder machten keine Angabe. Der Anteil der Katholiken und die der Protestanten an der Gesamtbevölkerung ist seitdem gesunken, während die Zahl der Einwohner mit „Sonstiger Konfession“ oder „Ohne Konfession“ jährlich zunimmt um etwa 1 Prozentpunkt. Ende April 2025 hatten 27,9 % der Einwohner die evangelische Konfession und 27,8 % die katholische Konfession. 44,3 % gehörten entweder einer anderen Glaubensgemeinschaft an oder waren konfessionslos.

## Politik

### Stadtrat
Der Stadtrat in Rheinböllen besteht aus 20 Ratsmitgliedern und der Vorsitzenden.

### Bürgermeister
Bernadette Jourdant (ehem. Oberthür) (CDU) wurde 2014 Stadtbürgermeisterin. Bei der Kommunalwahl am 26. Mai 2019 wurde sie ohne Gegenkandidaten mit einem Stimmenanteil von 71,82 % in ihrem Amt bestätigt. Bei der Bürgermeisterwahl am 9. Juni 2024 konnte sie sich bei einer Wahlbeteiligung von 58,7 % als einzige Bewerberin mit 75,4 % der Stimmen erneut durchsetzen.

### Wappen
| Wappen von Rheinböllen | Blasonierung: „In Schwarz ein wachsender goldener, rotgezungter und -bewehrter Löwe.“ |
| Wappen von Rheinböllen | Wappenbegründung: Rheinböllen war Hauptort des sogenannten „Alten Gerichtes“, der altpfälzischen Besitzungen auf dem Hunsrück. Der ¾ Löwe ist eine Minderung des Pfälzer Löwen, den die Wittelsbacher nach ihrer Belehnung mit der Pfalzgrafschaft bei Rhein (1214) erstmals in ihrem Wappen führen. |

## Kultur und Sehenswürdigkeiten
Im KiR (Kulturhaus in Rheinböllen), der Ortshalle finden regelmäßig kulturelle Feierlichkeiten statt. An der Straße Auf der Bell befindet sich ein Freizeitbad. Sehenswert ist auch der ca. 100 Hektar große Tierpark Rheinböllen am nördlichen Ortsrand.

### Puricelli'sche Stiftung

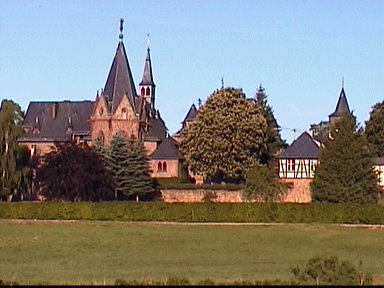
Puricelli-Stift Rheinböllen

Das Puricelli-Stift wurde 1864 von Heinrich und Eugenia Puricelli entsprechend dem Willen ihrer Tochter Eugénie Puricelli, die früh an Tuberkulose gestorben war, aber von ihrer Großtante einen Vermögensanteil aus der Rheinböller Hütte geerbt hatte, als Waisenhaus-Stiftung gegründet. Diese wurde später von ihrer Schwester Franziska Puricelli erweitert. Es wurden von 1864 bis 1891 Gebäude mit schöner neugotischer Kapelle für die Stiftung errichtet, die heute unter Denkmalschutz stehen und auch international nach der Haager Konvention geschützt sind.
Zweck und Aufgabe der Stiftung ist es heute, ihre Einrichtungen und Gebäude zu erhalten, für öffentliche und soziale Zwecke, insbesondere zur Aufnahme und Pflege von Alten, Pflegebedürftigen und Behinderten, zur Verfügung zu stellen und die überregionale kunst- und kulturhistorische Bedeutung der gesamten Anlage mit ihren Ausstattungsgegenständen zu pflegen und der Öffentlichkeit nahezubringen.
Am 1. November 2006 wurde die Trägerschaft des Pflegeheimes in Rheinböllen durch die Franziskanerbrüder Betriebs- und Beschäftigungs gGmbh übernommen. Die Einrichtung dient Menschen mit einer psychischen Erkrankung als Wohnstätte. Der Name ist Puricelli-Stift Rheinböllen.

### Regelmäßige Veranstaltungen
Zu Rheinböllens jährlichen Veranstaltungen zählen ein Weihnachtsmarkt, eine Kirmes und ein Karnevalsumzug. Bis 2015 veranstaltete der JuKu e. V. (Jugend- und Kulturverein) alljährlich kurz vor Weihnachten im KiR (Kulturhaus in Rheinböllen) die XMAS-DANCE-PARTY. Seit 1998 veranstaltet die Wirtschaftsförderungsgemeinschaft (WfG) alle zwei Jahre eine regionale Gewerbeschau mit bis zu 10.000 Besuchern auf dem Gelände rund um Puricelli-Schule und KiR.

## Wirtschaft und Infrastruktur
Rheinböllen hat eine eigene Abfahrt an der A 61 zum Flughafen Frankfurt-Hahn und ist 15 Straßenkilometer von Bacharach am Rhein entfernt sowie je etwa 50 km von Mainz und Koblenz. Rheinböllen ist Sitz der Volksbank Rheinböllen eG, mit 140-jähriger Tradition die älteste eigenständige Genossenschaftsbank im Hunsrück. 1997 wurde in Rheinböllen die Wirtschaftsförderungsgemeinschaft „Soonwald“, Rheinböllen e. V. (WfG) gegründet, Mitglieder sind Gewerbetreibende und Firmen aus Rheinböllen und der zugehörigen Verbandsgemeinde. Ziel des Vereines ist es, durch gemeinsam organisierte Aktionen und Maßnahmen (bspw. Gewerbeschau) die Region strukturell und wirtschaftlich zu stärken.

### Rheinböllerhütte
Die Hütte wird als „Eysenhütte am Guldenbach“ in einer Grenzbegehung von 1598 erwähnt. Sie verarbeitet wie auch die Stromberger Neuhütte lokale Eisenerze und Raseneisenstein. Sie gehörte im 18. Jahrhundert der Familie Utsch. Margarethe Utsch, Tochter des Jägers aus Kurpfalz heiratete den Sohn italienischer Einwanderer Carl Anton Puricelli, unter dem die Hütte (1865) ihre Blütezeit mit bis zu 628 Arbeitern und Bediensteten erlebte. Über die Firma Alfred Teves gelangte die Hütte an den Continental-Konzern. Sie ist heute noch ein bedeutender Wirtschaftsfaktor für die Region (Lage). Einige der Gebäude stehen heute unter Denkmalschutz.

### Weitere Firmen
Rheinböllen ist Hauptsitz des 1992 gegründeten Unternehmens Hahn Automation, ein international operierender Spezialmaschinenbauer, welcher Lösungen für die Automatisierung von Montage- und Prüfprozessen entwickelt.

## Munitionsdepot Rheinböllen
Das ehemals südlich der Stadt am Fuß des Hochsteinchen gelegene Munitionsdepot der Bundeswehr hatte eine Fläche von 130 Hektar und bis zu 120 Beschäftigte aller Statusgruppen. Das Depot verfügte über einen Gleisanschluss an die Hunsrückquerbahn. Am 1. April 2004 wurde das Depot vom Munitionshauptdepot zum einfachen Depot/Lager herabgestuft und 2011 im Rahmen der Strukturreform der Bundeswehr ganz geschlossen.

## Personen
- Leonhard Goffiné (1648–1719), Prämonstratenser Chorherr und religiöser Volksschriftsteller; war im 17. Jahrhundert als Pastor in Rheinböllen.
- Friedrich Wilhelm Utsch (1732–1795), Erbförster des Mainzer Kurfürsten; der Jäger aus Kurpfalz.
- Gustav Kautz (1826–1897), Jurist; Bürgermeister von Rheinböllen und der Stadt Moers
- Eduard Puricelli (1826–1893), Unternehmer und Mitglied des Reichstags des Norddeutschen Bundes.
- Eugénie Puricelli (1840–1862), zu ihrer Erinnerung wurde das Puricelli-Stift gegründet
- Franziska Puricelli (1830–1896), Stifterin unter anderem des Puricelli-Stifts
- Hans Haarländer (* 1918), Meteorologe und Wettermoderator
- Hans-Josef Bracht (* 1955), Politiker (CDU)
- Patrick Schmidt (* 1988), Fußballspieler